# رونالد إم. فوستر
رونالد إم. فوستر (بالإنجليزية: R. M. Foster)‏ هو أستاذ جامعي ورياضياتي ومهندس أمريكي، ولد في 3 أكتوبر 1896، وتوفي في 2 فبراير 1998 في مقاطعة مونموث في الولايات المتحدة.